# Meinolfkirche
Meinolfkirchen sind Kirchen und Kapellen mit dem Patrozinium des heiligen Meinolf: 
- St. Meinolf (Bellersen)
- St. Meinolf (Bielefeld)
- St. Meinolphus und Mauritius (Bochum)
- Meinolfuskapelle (Büren)
- Alt St. Meinolfus (Dörenhagen)
- St. Meinolfus (Dörenhagen)